# Northanger Abbey
Northanger Abbey er en roman skrevet af den engelske forfatterinde Jane Austen. På dansk udgivet som Catherine : Northanger Abbedi. Den var Austens første færdige roman, sandsynligvis skrevet i 1798-99 men først udgivet posthumt i 1818. Forordet blev skrevet af hendes bror Henry Austen og var den første officielle tilkendegivelse af Austens sande identitet. Oprindeligt blev romanen købt til udgivelse som Austens første, men en sådan fandt aldrig sted.

## Handling
Northanger Abbey er en satirisk skildring af en ung pige og hendes fascination af den såkaldte gotiske litteratur. Catherine Morland er en almindelig ung pige med hang til gotiske historier. Hun inviteres af venner til et ophold i Bath hvor hun møder henholdsvis Henry Tilney og John Thorpe, der begge gør kur til hende. Catherine reagerer ikke åbenlyst på nogen af mændene, før hun inviteres til et ophold på det gotiske kloster, Northanger Abbey, af General Tilney (Henrys far).

## Bevæggrunde
Austen fandt den gotiske genre useriøs og teatralsk. Northanger Abbey indeholder derfor mange referencer til kendte gotiske forfattere, især Ann Radcliffe er repræsenteret med talrige henvisninger til hendes Mysteries of Udolpho og Romance of the Forest (denne indgår også i Austens Emma som Harriets yndlingsbog). Det fremgår tydeligt, at Austen ikke mente, at den form for litteratur var givtig i nogen henseende. Catherine Morland fremstår således tåbelig i sine fantasier og forestillinger om skeletter i kister, skjulte dokumenter, hemmelige gange og drabelige familiehemmeligheder.

## Film
Northanger Abbey er filmatiseret to gange, i henholdsvis 1986 og 2007.

## Ekstern henvisning
- Northanger Abbey på Wikisource (på engelsk)